# Antonio del Camino
Antonio del Camino Gil  (Talavera de la Reina, 18 de enero de 1955) es un poeta y escritor español.

## Biografía y obra
Antonio del Camino nace en Talavera de la Reina en 1955. Comienza a escribir poesía a los 13 años; sin embargo no es hasta el año 1976 cuando aparece publicado su primer poema en la revista Indicios, editada en Talavera. En 1977 publica, en edición no venal, Vosotros sois poetas.
En 1979, con Segunda soledad, recibe el Premio Rafael Morales, que convoca el Ayuntamiento de su ciudad. Libro publicado un año más tarde en la Colección Melibea.
En 1980, obtiene el Premio Ciudad Santo Domingo, de Madrid, en su primera convocatoria, con Donde el amor se llama soledad, publicado en 1981 en la colección “Proa Cultural C.S.D.”, de Madrid.
	En 1982, en la Colección La Troje, que edita el “Colectivo La Troje”, del que forma parte junto a los poetas y amigos, Sagrario Pinto, Alfredo J. Ramos Campos y Antonio Rubio, y el periodista Agustín Yanel, aparece Constancia de las lunas.
	Dos años más tarde, por Del verbo y la penumbra, se le concede un accésit del Premio Adonais; libro que aparece en 1985, dentro de la colección de Ediciones Rialp.
	A partir de este momento, y fundamentalmente por motivos laborales —durante treinta años ha trabajado en una entidad bancaria— su labor creadora pasa por largas temporadas de silencio, si bien algunos de los poemarios que escribe los da a conocer en pequeñas ediciones artesanales que él mismo confecciona y que reparte entre familiares y amigos. Entre estas, cabría resaltar Jardín de luz (1996), Dédalo (1998) o Veinticinco poemas en Carmen (Nocturnos y variaciones) (1999). Así como otros textos, escritos con afán de divertimento, entre los que se encuentran Cocinetos (2002) y Nuevos cocinetos (2013), sonetos que recogen variadas recetas de cocina; o Historias de Gila versificadas por Miguel Ardiles (2005), variaciones en tercetos encadenados sobre algunos de los monólogos más famosos de Miguel Gila.
En 2015 lf ediciones, de Béjar (Salamanca), publica su libro de poemas Para saber de mí. Le siguen Paso a paso, la vida, A la carta (cocinetos reunidos) (marzo y noviembre de 2017, respectivamente) y Poesía jocosa (chisnetos y gilacetos) en ediciones solidarias bajo el sello de la misma editorial. 
Poemas suyos han aparecido en revistas como Zurgai, de Bilbao; La Trainera, de Marbella; Hermes, de Toledo, El Cobaya, de Ávila o Estación Poesía, de Sevilla, y ha sido incluido en diversas antologías de poetas toledanos y castellanomanchegos; entre otras Poetas toledanos vivos, de Amador Palacios (Toledo, 1981 - Publicaciones del I.P.I.E.T.); Cien poetas en Castilla-La Mancha (1939-1985), de Alfredo Villaverde Gil (Ayuntamiento de Guadalajara, 1986. Colec. Avena Loca); Poetas de Toledo, de Joaquín Benito de Lucas (Manxa, Ciudad Real, Sptbre. 1991); Zocodoversos (Ediciones Trébedes, Toledo, 2010) y Brújula. Poesía de/en Castilla La Mancha (Ediciones Almud. Biblioteca Añil Literaria, Toledo, 2020).
Aparece, así mismo, en La tierra iluminada: un diccionario literario de Castilla-La Mancha, de Francisco Gómez-Porro (Junta de Comunidades de Castilla-La Mancha. Albacete, 2003) y en el Diccionario bibliográfico de la poesía española del siglo XX, de Ángel Pariente (Editorial Renacimiento. Sevilla. 2003)
En 2011, Ediciones Trébedes, de Toledo, publica su libro Fragmentos de inventario, primer libro en prosa que da a la imprenta, y en el que reúne, a modo de sucesivas estampas, algunos recuerdos de infancia y juventud.
Desde 2009 mantiene el blog Verbo y penumbra, en el que muestra tanto sus últimas creaciones como otros textos, anteriormente publicados.